# 10th Anniversary CONCERT TOUR 2005 "musicmind"
『10th Anniversary CONCERT TOUR 2005 "musicmind"』は、2005年11月2日から12月28日に開催されたV6のコンサートツアー。また、その模様を収録した映像作品である。2006年3月1日発売。発売元はavex trax。

## 概要
- V6の3年ぶりの全国コンサートツアー「“10th Anniversary CONCERT TOUR 2005 "musicmind"”」（2005年11月2日-12月28日）をDVD化したもの。
- 初回盤はパターンAとパターンBがあり、特典DISCがそれぞれ2枚（DISC-3、DISC-4）付属している。
- 各盤共通特典映像として、DISC-1にはマルチアングル3曲と、DISC-2にはマルチアングル1曲とライブツアーに参加したファンの名前がエンディングでクレジットされている。

## 収録内容

### 本編映像
※Blu-ray盤ではDISC-1にまとめて収録。

#### DISC-1
1. Orange
2. Darling
3. COSMIC RESCUE
4. サンダーバード-your voice-
5. MC
6. ずっと僕らは - 森田剛・岡田准一
7. 恋と弾丸 - 坂本昌行・三宅健
8. 夕焼けドロップ - 長野博・井ノ原快彦
9. Rudery big up - Coming Century
10. BLAZING AGE - 20th Century
11. silver bells
12. Lonely Holy Night
13. 2nd bell
14. MC
15. Signs - 森田剛
16. MAGMA - 長野博
17. こんな風にひどく蒸し暑い日 - 三宅健
18. 絶妙Music! - 井ノ原快彦
19. Shelter - 坂本昌行
20. ユメニアイニ - 岡田准一→全員
21. MUSIC FOR THE PEOPLE
22. MC

#### DISC-2
1. ありがとうのうた
2. over
3. 野性の花
4. JAM JAM NIGHT
5. 翼になれ
6. BEAT YOUR HEART
7. MADE IN JAPAN
8. Be Yourself!
9. 本気がいっぱい
10. MIRACLE STARTER ～未来でスノウ・フレークス～
11. CHANGE THE WORLD
12. 愛のMelody
13. それぞれの空
14. Believe Your Smile
15. WAになっておどろう
16. UTAO-UTAO

### 特典映像

#### 全形態共通
※Blu-ray盤ではDISC-1にまとめて収録。

##### DISC-1
1. マルチアングル映像
  1. ずっと僕らは - 森田剛・岡田准一
  2. 恋と弾丸 - 坂本昌行・三宅健
  3. 夕焼けドロップ - 長野博・井ノ原快彦

##### DISC-2
1. 野性の花（マルチアングル映像）
2. Special Thanks クレジット

#### パターンA

##### DISC-3
1. Tour Document+Interview

##### DISC-4
1. MC-collection｢limited edition-A｣
10周年お祝いコメントとしてTOKIO、嵐、櫻井翔、大野智のコメントを収録（櫻井と大野はMCにも登場している）。

#### パターンB

##### DISC-3『10th anniversary event｢thank you☆mind｣』
1. MUSIC FOR THE PEOPLE
2. ありがとうのうた
3. 愛なんだ
4. Wonder World

##### DISC-4
1. MC-collection｢limited edition-B｣